# Lyperia lychnidea
Lyperia lychnidea är en flenörtsväxtart som först beskrevs av Carl von Linné, och fick sitt nu gällande namn av George Claridge Druce. Lyperia lychnidea ingår i släktet Lyperia och familjen flenörtsväxter. Inga underarter finns listade i Catalogue of Life.